# Ташкентская агломерация
Ташкентская агломерация — крупнейшая городская агломерация республики Узбекистан с населением более 5.5 млн. человек. Общая площадь агломерации — 6,4 тыс. км². Самая развитая и населённая из пяти имеющихся агломераций Узбекистана. Агломерация даёт свыше трети ВВП Узбекистана. С момента обретения независимости изучение агломерационных процессов в Узбекистане осложняется отсутствием официальных переписей населения. В последние годы, после смерти Ислама Каримова, наблюдается быстрое увеличение численности населения агломерации, в основном, за счёт переезда большого числа людей из провинции в Ташкент.

## Характеристика
Сформировалась в период существования СССР и на момент его распада учеными классифицировалась как «сильно развитая», наряду с агломерациями городов Киева, Харькова, Баку, Львова, Днепропетровска и Минскa. В среднеазиатских республиках Ташкентская агломерация в 2016 году занимала первое место, расположенная в Казахстане Алматинская агломерация приближается по численности населения. Особенностью пространственного роста Ташкентской агломерации является то, что она занимает территорию Ташкентского оазиса, имеющего вытянутый треугольный характер от Чарвака до Сырдарьи с широким основанием на юге: агломерация растет преимущественно на юг, так как на севере оазис ограничен высокогорным хребтом. Другой особенностью агломерации является её приграничный характер: в прошлом Ташкентская агломерация активно распространяла своё влияние на приграничную территорию Туркестанской области Казахстана. После распада СССР эти связи ослабли, но до конца не исчезли из-за крайней близости Ташкента к границе (3—5 км). Ядром агломерации является город Ташкент, население которого превышает 2,7 млн. человек. Крупнейший город-спутник — Чирчик. Чирчик и Янгиюль вместе дают 64% промышленного производства агломерационной короны (исключая сам Ташкент).

## Состав
Крупнейшие города-спутники: Газалкент, Келес, Тойтепа, Чиназ, Чирчик, Янгиюль. Ташкентскую агломерацию отличает большое количество поселений, сохраняющих полуаграрный характер.  Также в составе агломерации 15 поселков городского типа и 637 сельских поселений. В 2001 году территория агломерации составляла 6,4 тыс. км², доля сельского населения агломерации составляла 26% (771,5 тыс. жит. из общего населения 2 963 тыс. жит.).